# Pasinomie
À ne pas confondre avec la Pasicrisie, recueil général de la jurisprudence des cours et tribunaux de Belgique.
La Pasinomie (appelée couramment Pasin pour la citation) est un recueil de législation belge. Il contient le texte intégral d'une sélection de textes normatifs depuis 1788. Ils sont moins nombreux que ceux qui figurent dans le Moniteur belge et sont classés dans l'ordre chronologique de promulgation et non de publication (pour les lois) et dans l'ordre chronologique d'adoption (pour les règlements).
Ce recueil porte le titre complet de Pasinomie ou Collection complète des lois, décrets, ordonnances, arrêtés et règlements généraux qui peuvent être invoqués en Belgique.
En outre, la Pasinomie mentionne à la suite des textes jugés importants de larges extraits des travaux préparatoires.
Contrairement à la plupart des codes, les textes sont publiés dans leur teneur primitive, et ne font pas l'objet de mises à jour actant leurs modifications ou abrogation. Toutefois, il faut savoir que dès la publication de la troisième série (1833), l'introduction s'achève de la manière suivante : « Le texte de tous les actes recueillis par nous, puisé aux éditions officielles (Bulletin Officiel), ou aux dépôts du Gouvernement, a été soigneusement collationné, et des fautes sont signalées en assez grand nombre pour qu'on sache gré d'avoir révisé des publications, que leur caractère officiel devrait rendre exemples de tout autre doute sur la pureté de leur texte. »  En 1844, le Bureau de la Pasinomie se trouvait rue du Fossé aux Loups 74, à Bruxelles.
Ce recueil est actuellement publié par les Éditions Bruylant, marque du groupe Larcier.

## Description
La Pasinomie paraît avec un retard parfois considérable (+/- 10 ans) pour les éditions (sous le règne de Guillaume Ier des Pays-Bas) précédant la Révolution et l'indépendance de la Belgique. Des dates marquant et suivant l'indépendance de la Belgique, comme le 24 septembre 1830 (date de la formation du gouvernement provisoire) et le 25 février 1831 (proclamation de la Régence) sont publiées en 1833. Puis, celles du règne de Léopold Ier dès le 21 juillet 1831 et les suivantes paraissent de manière plus courantes dès 1834, soit avec un « retard » de plus ou moins une à trois années, ce qui est normal pour ces recueils à contrario du Moniteur belge, qui lui, est directement publié.
La troisième série est « Mise en ordre et annotée » par Isid Plaisant, premier avocat général à la Cour de cassation. Publiée par la librairie de jurisprudence de H. Tarlier à Bruxelles, elle est dédiée au Roi.